# Калинка, Валериан
Валериан Калинка (пол. Walerian Kalinka; 20 ноября 1826, Краков, Вольный город Краков — 26 декабря 1886, Львов, Королевство Галиции и Лодомерии, Австро-Венгрия) — польский священник и историк, приближенный Адама Ежи Чарторыйского. 

## Биография
Калинка родился около Кракова, эмигрировал из Польши в 1846 из-за политических беспорядков и его причастности к Краковскому восстанию. Состоял в польском иезуитском ордене Resurrectionist Order. Работал на газету «Czas» в 1848, но затем нашел убежище в Париже, где стал активным участником группы Hôtel Lambert (консервативной польской эмиграции).
Первая работа Калинки — Galicia und Cracoio, историческая и социальная картина Польши с 1772 до 1850. Он впоследствии думал о написании истории польской эмиграции, но в конечном счете стал редактором еженедельника «Политические польские Новости», был его автором совместно с Юлианом Клачко. Издание было запрещено, но в Познани издавалось в течение четырёх лет, и участвовало во многих аспектах польской национальной жизни. Статьи Калинки связаны с правом, управлением, историей, и статистикой, и имели отношение главным образом к внутренней жизни Польши.
Калинка стал послушником в иезуитском ордене (Resurrection Fathers) в Риме. Несколько раз путешествовал в Галицию, где на средства, выделенные польским сеймом 1 февраля 1881 открыл воспитательное заведение-интернат для русинской молодежи).
После 1863, в поиске документов для биографии Адама Чарторыйского, он наткнулся на важные работы, которые опубликовал в двух томах как Последние Годы Станислава Августа (1787-95). Юзеф Шуйский (Józef Szujski), хотя и не был знаком Калинке, в это же время работал в том же самом направлении. Оба обвинялись в подрыве патриотического чувства собственного достоинства, в унижении Польши в глазах иностранцев, и разрушения уважения к прошлому. Калинка в ответ на это говорил, что он не становится меньше поляком, когда учится на прошлых ошибках, как лучше служить своей стране. Решение проблем Польши Калинка видел так:

Между Польшей и Россией живёт огромный народ, ни польский, ни российский. Польша упустила случай сделать его польским, вследствие слабого действия своей цивилизации. Если поляк во время своего господства и своей силы не успел притянуть русина к себе и переделать его, то тем меньше он может это сделать сегодня, когда он сам слабый; русин же стал сильней, чем прежде… Контрнаступление Востока на Запад, начатое бунтом Хмельницкого, катится все дальше, и отбрасывает нас к средневековой границе [династии] Пястов. Окончательный приговор ещё не пал, но дело обстоит хуже некуда.
Как нам защитить себя? чем?! Силы нет, о праве никто не вспоминает, а хваленая западная христианская цивилизация сама отступает и отрешается… Быть может, в отдельности этого русинского (украинского) народа. Поляком он не будет, но неужели он должен быть Москалем?! Сознание и желание национальной самостоятельности, которыми русины начинают проникаться, недостаточны для того, чтобы предохранить их от поглощения Россией… Пускай Русь останется собой и пусть с иным обрядом, но будет католической — тогда она и Россией никогда не будет и вернется к единению с Польшей. Тогда возвратится Россия в свои природные границы — и при Днепре, Доне и Чёрном море будет что-то иное… А если бы — пусть самое горшее — это и не сбылось, то лучше [Малая] Русь самостоятельная, нежели Русь российская. Если Грыць не может быть моим, то да не будет он ни моим, ни твоим! Вот общий взгляд, исторический и политический, на всю Русь!
— Stanislaw Tarnowski, hrabia, «Ksiadz Waleryan Kalinka», W Krakowie, 1887, стр. 167-170
В 1877, после посещения католических миссий в Болгарии, он стал священником женского монастыря в Ярославе. Здесь в 1880 вышел первый том его Sejmczteroletni (The Four Years Diet). В предисловии Калинка заметил: «История призывает прежде всего к правде; и при этом правда не может вредить патриотизму.» Второй том появился в 1886, через тридцать лет, которые он потратил на его написание. Калинка умер в Ярославе.

## Произведения
- Galicja i Kraków pod panowaniem austriackim, 1853
- Przegrana Francji i przyszłość Europy
- Hugo Kołłątaj
- Nasze zadania i uchybienia
- Ostatnie lata panowania Stanisława Augusta
- O Dziejach Polski prof. M.Bobrzyńskiego
- O znaczeniu obchodu 3 Maja
- Przegrana Francji i przyszłość Europy
- Względy Polskie w sprawie władzy świeckiej papieża
- Żale Polaków na Zachód